# Elena Kulichenko
Elena Kulichenko (grec moderne : Έλενα Κουλιτσένκο), née le 28 juillet 2002 à Odintsovo en Russie, est une athlète russe puis chypriote, spécialiste du saut en hauteur. 

## Jeunesse et vie personnelle
Originaire d'Odintsovo, elle est la fille de Marina Kulichenko et d'Alexei Kulichenko. Après avoir obtenu son diplôme d'études secondaires, elle étudie et concourt dans une université en Russie, mais elle n'y est pas heureuse et accepte une bourse pour fréquenter l'Université de Géorgie afin d'étudier le développement international et de commencer à concourir pour les Bulldogs de la Géorgie,.

## Carrière

### Carrière junior
Kulichenko est championne nationale de Russie des moins de 18 ans en plein air 2017 et obtient la médaille d'argent lors du Festival olympique de la jeunesse européenne 2017 à Győr. En 2018, elle obtient l’autorisation de participer à des épreuves juniors en tant qu’athlète neutre.

### Passage sous les couleurs chypriotes
En 2019, elle est de nouveau déclarée éligible pour concourir en tant qu'athlète neutre autorisée par le comité d'examen du dopage de l'IAAF, même si la fédération nationale russe restait suspendue. Elle a satisfait aux critères d’éligibilité exceptionnels pour participer à une compétition internationale en vertu de la règle 22.1A(b) de la compétition.
Elle a pu obtenir la citoyenneté chypriote en 2019 parce que son père travaille et possède une propriété dans le pays qui dispose d'un programme d'investissement permettant aux ressortissants étrangers qui investissent dans l'économie chypriote de demander un passeport pour eux-mêmes et leur famille. L'Association d'athlétisme amateur de Chypre lui donne comme condition d'effectuer une saison de transition avant de concourir pour elle au niveau international. Lors d'une interview au Time Magazine, elle explique : « Ce n'était pas une décision spontanée, j'y ai réfléchi pendant longtemps», mais elle a reçu « des centaines de messages sur Instagram me traitant de traître ».
Elle commence à concourir sur le circuit universitaire américain et est nommée athlète féminine de première année en salle de l'année par la SEC pour 2022. Elle remporte la médaille de bronze au saut en hauteur aux Championnats d'athlétisme en plein air de la Division I de la NCAA 2023, qui se sont tenus à Austin, au Texas, en juin 2023, terminant derrière Lamara Distin et Charity Griffiths,.
En juillet 2023, elle remporte les championnats nationaux chypriotes avec un saut à 1,90 m à Nicosie. Plus tard ce mois-là, elle franchit 1,91 m pour remporter l’or aux Championnats d’Europe d’athlétisme U23 2023. Il s'agissait de la toute première médaille d'or de Chypre à cet événement.

### Débuts en championnat majeur
En août 2023, elle participe aux Championnats du monde d'athlétisme à Budapest, ce qui constitue son premier championnat majeur. Lors des éliminatoires, elle réalise un nouveau record personnel à 1m92, ce qui lui permet de se qualifier pour la finale.
En juillet 2024, elle est nommée porte-drapeau de la délégation de Chypre aux Jeux olympiques d'été de 2024 à Paris en compagnie de l'athlète Milan Trajkovic.

## Palmarès
| Date | Compétition                       | Lieu     | Résultat | Marque |
| ---- | --------------------------------- | -------- | -------- | ------ |
| 2023 | Championnats d'Europe par équipes | Chorzów  | 4e       | 1,91 m |
| 2023 | Championnats d'Europe espoirs     | Espoo    | 1re      | 1,91 m |
| 2023 | Universiade                       | Chengdu  | 2e       | 1,91 m |
| 2023 | Championnats du monde             | Budapest | 13e      | 1,90 m |
| 2024 | Jeux olympiques                   | Paris    | 7e       | 1,95 m |

## Records
| Épreuve         | Épreuve   | Marque      | Lieu         | Date            |
| --------------- | --------- | ----------- | ------------ | --------------- |
| Saut en hauteur | Plein air | 1,97 m (RN) | Eugene       | 8 juin 2024     |
| Saut en hauteur | En salle  | 1,92 m      | Fayetteville | 25 février 2023 |